# Lente Barlow

Cone de luz atrás de uma lente objetiva dupla acromática (A) e uma lente Barlow (B). Em verde esta o caminho que a luz faz com a barlow. Já em vermelho, o caminho que ela faria sem a barlow.

A Lente Barlow, nomeada em homenagem ao seu criador Peter Barlow, é uma lente divergente que, quando usada em série com outras dentro de um sistema ótico, aumenta a distância focal efetiva de um sistema. O resultado prático é que a inserção de uma lente barlow é a ampliação da imagem.
Na pratica, barlows não são apenas um elemento, porque isso geraria aberração cromática e aberração esférica se a lente não fosse asférica.  As configurações mais comuns usam três ou mais elementos para correção acromática ou correção apocromática, garantindo uma qualidade de imagem superior.

## Uso em telescópios

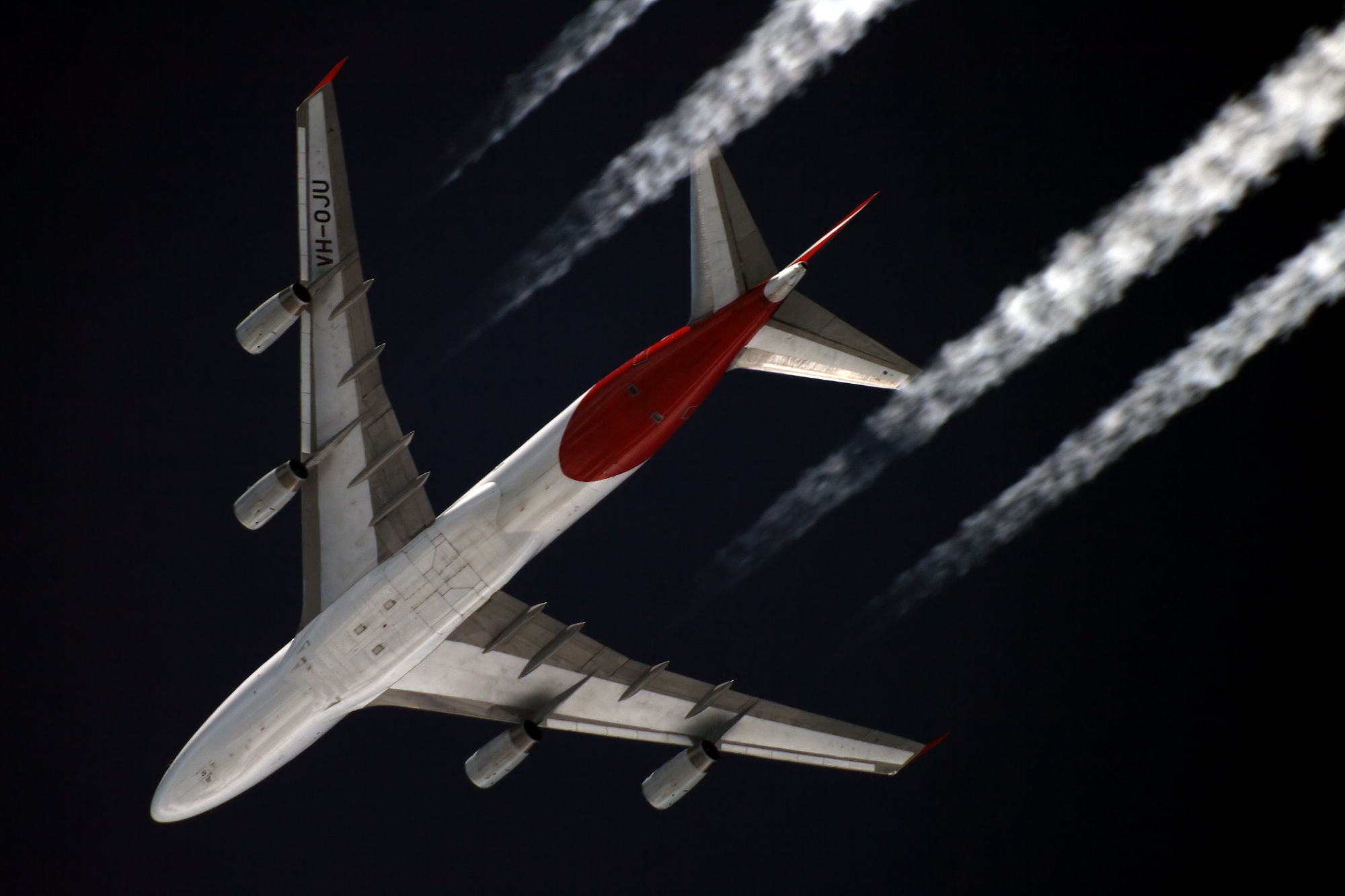
Uma aeronave Boeing 747-400 a 11.000 metros, fotografada do solo usando um telescópio de 1.200mm e uma lente Barlow 2x.

Em seu uso astronômico, uma lente barlow pode ser colocada imediatamente antes de uma ocular para aumentar o comprimento focal do sistema ótico. Como a ampliação fornecida por um telescópio e ocular é igual ao comprimento focal do telescópio dividido pela distância focal da ocular, isso tem o efeito de aumentar a ampliação da imagem.
As lentes barlow para astronomia são avaliadas pela ampliação que induzem, usualmente 2×, 3× ou 5×. É possível ajustar o poder de ampliação de uma barlow a distanciando da ocular, é possível fazer isso usando um extensor entre a barlow e a ocular ou colocando a barlow antes da diagonal (caso seja possível).
Um equívoco comum é que uma ampliação maior equivale a uma imagem de qualidade superior. Porém, na prática, a qualidade da imagem geralmente depende da qualidade da ótica e das condições de visualização, não da ampliação.

## Uso em câmeras fotográficas
Teleconversores são variações das lentes barlow que foram adaptadas para uso fotográfico. Um teleconversor aumenta a distância focal efetiva da lente fotográfica à qual está conectado, tornando-o uma teleobjetiva . Uma lente teleobjetiva real usa uma configuração semelhante a uma lente Barlow para obter um comprimento de tubo mais curto para uma determinada distância focal.

## Uso em microscópios

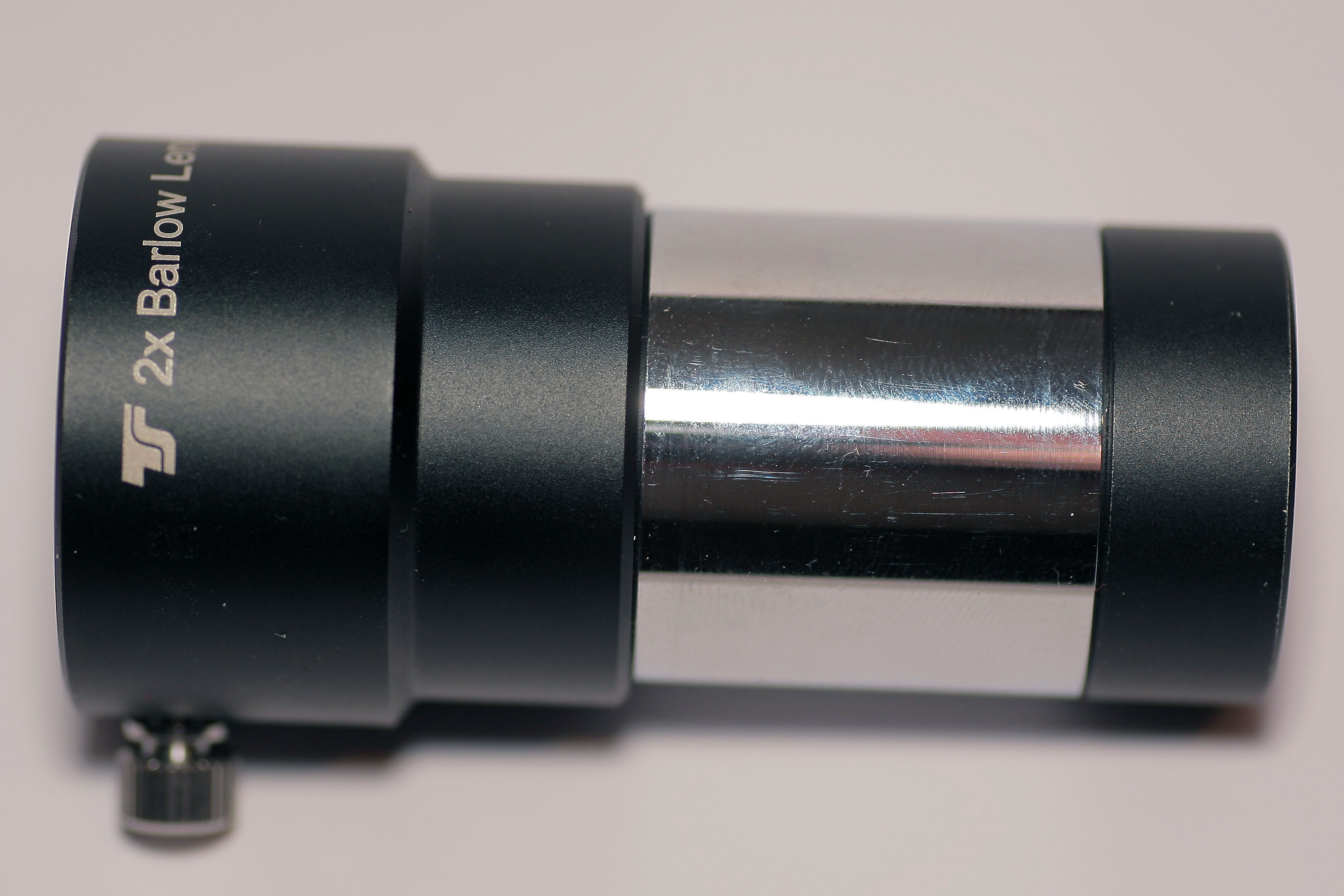
Exemplar de Lente Barlow.

Em microscópios, a lente barlow é usada para aumentar a distancia de trabalho e diminuir a ampliação. As lentes barlow para microscópios podem ser encontradas com ampliações que variam de 0,3× a 2×. Algumas lentes padrão são 2×, o que diminui a distância de trabalho pela metade e duplica a ampliação; 0,75×, o que aumenta a distância de trabalho em 1,33× e diminui a ampliação em 0,75×; e 0,5×, que dobra a distância de trabalho e divide a ampliação pela metade.

## Referencias
1. ↑  ANDERSON, S. J. (1982). «The Barlow Lens». Journal of the British Astronomical Association 92. [S.l.: s.n.] pp. 135–136
2. ↑  Hartshorn, C. R. (1953). «The Barlow Lens». In:  Ingalls. Amateur Telescope Making, Book Three. [S.l.]: Scientific American. pp. 277–286
3. ↑  Ventrudo, Brian (9 de novembro de 2020). «A Guide to Barlow Lenses for Astronomy». Ageno AstroProducts. Consultado em 8 de dezembro de 2021. Cópia arquivada em 15 de abril de 2021
4. ↑  Ray, Sidney F. (1999). Scientific Photography and Applied Imaging (em inglês). [S.l.]: Focal Press
5. ↑  ELEANOR, Mary (1934). The Development of the Microscope. [S.l.: s.n.] p. 161
6. ↑  «Barlow Lens for Microscope: Definition, Benefits and Buyer Guide». Microscope Master. Consultado em 8 de dezembro de 2021